# Židé v Litni
Historie židů v Litni je datována od roku 1648. Nejvyšší počet židovských obyvatel bylo 195 osob, a to na začátku 20. století. Bydlení židům povolil Jaroslav hrabě Kuňata z Bubna a Litic, tehdejší majitel liteňského panství.

## Historická data
- 1648 – založení synagogy
- 1680 – založení hřbitova
- 1880 – postavení nové synagogy
- 1942 – deportace Židů do Osvětimi
- 1956 – adaptace na hasičskou zbrojnici

## Židovské rodiny v Litni
Mezi židovskými rodinami byli Roubíčkovi, Pollakovi a Bondy. Do světa nejvíce proniklo z Litně židovské jméno Bullowa. Dodnes se pije jejich likér z kulatých lahví a v Praze se po nich jmenuje část kde je nemocnice Bulovka. 

## Židovská obydlí v Litni
Židovská obydlí musela být jako asi všude vzdálena od katolického kostela.[zdroj⁠?!] Na mapě z roku 1727 v liteňském muzeu je naznačeno, že nejbližší židovské obydlí bylo vzdáleno 70 metrů od kostela sv. Petra a Pavla.